# Gagea dubia
Gagea dubia là một loài thực vật có hoa trong họ Liliaceae. Loài này được A.Terracc. miêu tả khoa học đầu tiên năm 1904.